# Lei cha

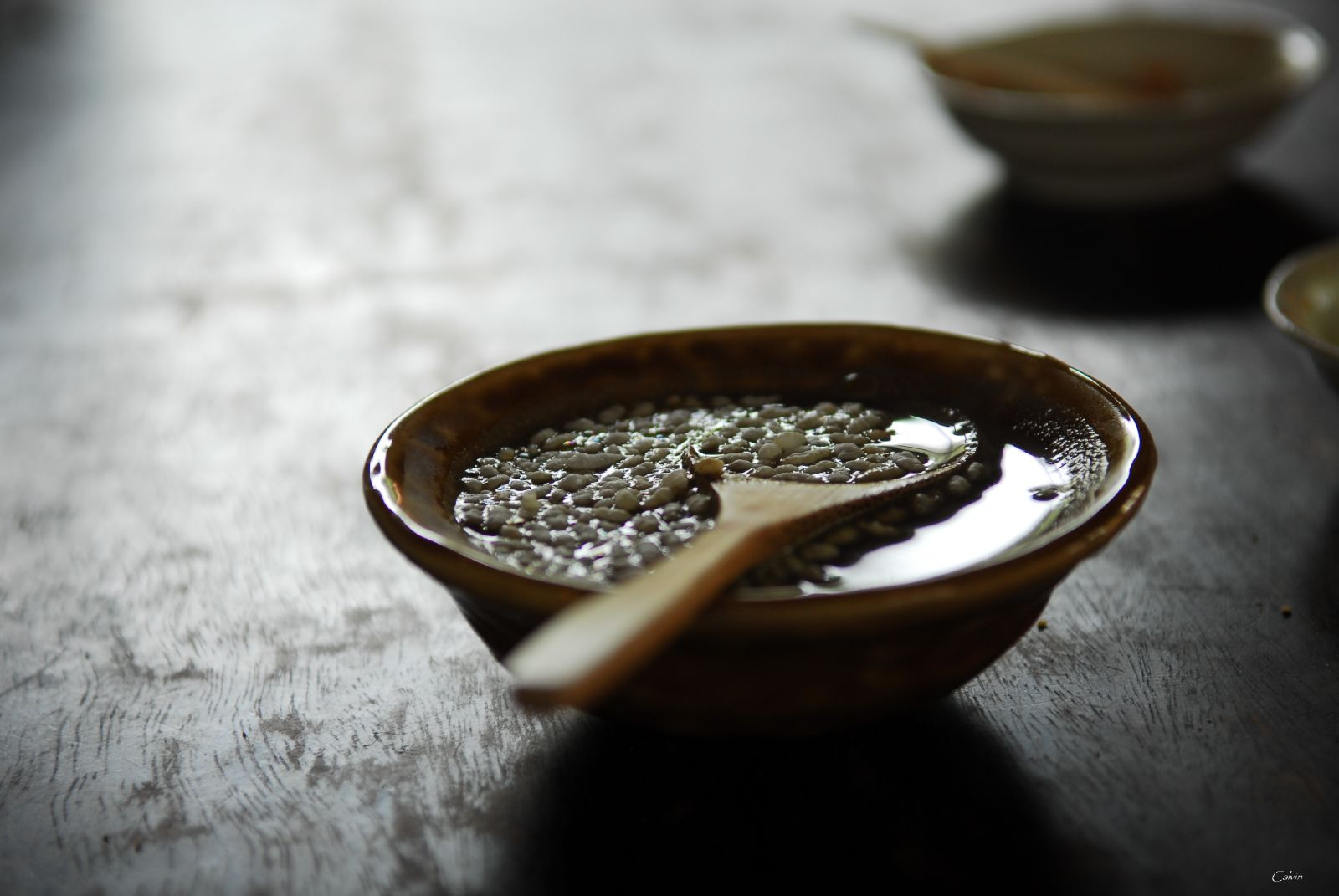
Lei cha hakka

Le lei cha (chinois : 擂茶 ; pinyin : léi chá), thé pilé ou thé broyé, est une boisson traditionnelle du sud de la Chine à base de thé. Son essor remonte à la période des Trois Royaumes et à la dynastie des Han. Elle est très populaire notamment chez les Hakka et au nord de la province du Hunan.

## Production
Bien que l'on puisse l'acheter fabriqué à l'avance, il est généralement préparé entièrement juste avant d'être consommé. 
Le thé pilé est un mélange de:
- feuilles de thé – toutes sortes sont admises, mais les deux plus fréquentes et populaires sont les feuilles de thé vert et d'Oolong ; le matcha, plus facile à préparer, est parfois utilisé ;
- noix et graines rôties – les plus employées étant l'arachide, le haricot mungo et le sésame ; on peut aussi citer parmi d'autres le soja, les pignons de pin, les graines de citrouille, de tournesol, les lentilles, les graines de lotus ;
- graines rôties – comme le blé, le riz cuit ou soufflé ;
- herbes et arômes – sel, gingembre... ;
- produits de la médecine traditionnelle chinoise pour des remèdes thérapeutiques.

Un mortier et un pilon servent à broyer les ingrédients, sinon on peut se contenter d'un grand récipient en céramique et un bâton en bois. La poudre obtenue ressemble à de la farine de maïs. 
La poudre est mise dans un bol et remuée avec de l'eau chaude pour produire une fine soupe.

## Consommation
Ce thé se boit au petit déjeuner ou est pris en hiver comme un délicieux fortifiant. 
Il peut aussi se boire comme remède diététique, il est alors servi avec du riz et d'autres garnitures végétariennes telles que du tofu ou du radis en saumure.
Traditionnellement le lei cha est un breuvage salé, mais de nos jours, il peut se boire sous forme sucrée.